# Lavrinhas
Lavrinhas é um município brasileiro do estado de São Paulo, na microrregião de Guaratinguetá. Sua população estimada em 2019 era de 7.260 habitantes. O município é formado pela sede e pelo distrito de Pinheiros (que inclui o povoado de Capela do Jacu). Cidade histórica, onde ocorreram vários confrontos na Revolução Constitucionalista de 1932, e que até hoje atrai turistas que são guiados aos locais das antigas trincheiras.
Atualmente, tem uma economia baseada na agricultura e pecuária, além de ser é conhecida por possuir fontes de água mineral e por suas águas cristalinas, que atraem turistas de todo o país; dessa forma, é reconhecida como Município de Interesse Turístico.

## História

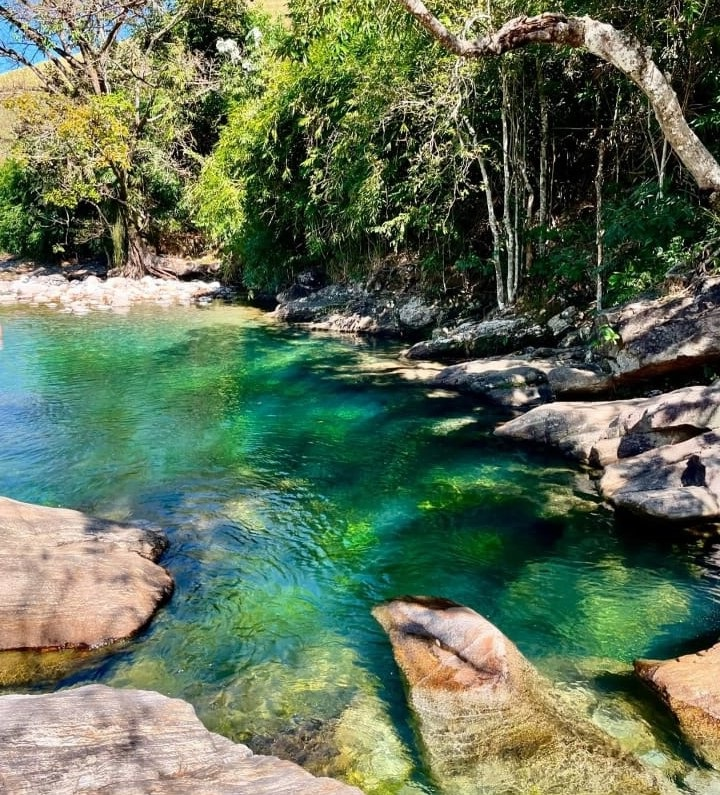
A cidade é conhecida por suas águas cristalinas, que atraem inúmeros turistas

Em 1874, em terras então pertencentes ao município de Queluz, foi instalada a estação de Lavrinhas, da Estrada de Ferro D. Pedro II, no local onde existiram algumas lavras de ouro, em povoado que viria a ser fundado oficialmente em 27 de junho de 1888, por Manoel da Cruz e Honório Fidélis do Espírito Santo, com o nome de São Francisco de Paula dos Pinheiros.  Em torno da estação cresceu um outro povoado que, em 1906, separando-se de Queluz, passou a distrito do Município de Pinheiros. Passou a ser sede do município e dar-lhe o nome apenas em 1944, mais tarde abrangendo outros novos bairros. Com a instalação do Colégio São Manoel em 1914, os serviços de laticínios, a exploração do carvão vegetal e da lenha para as locomotivas e, também, com a exploração da bauxita e da pecuária leiteira, o povoado se desenvolveu.  

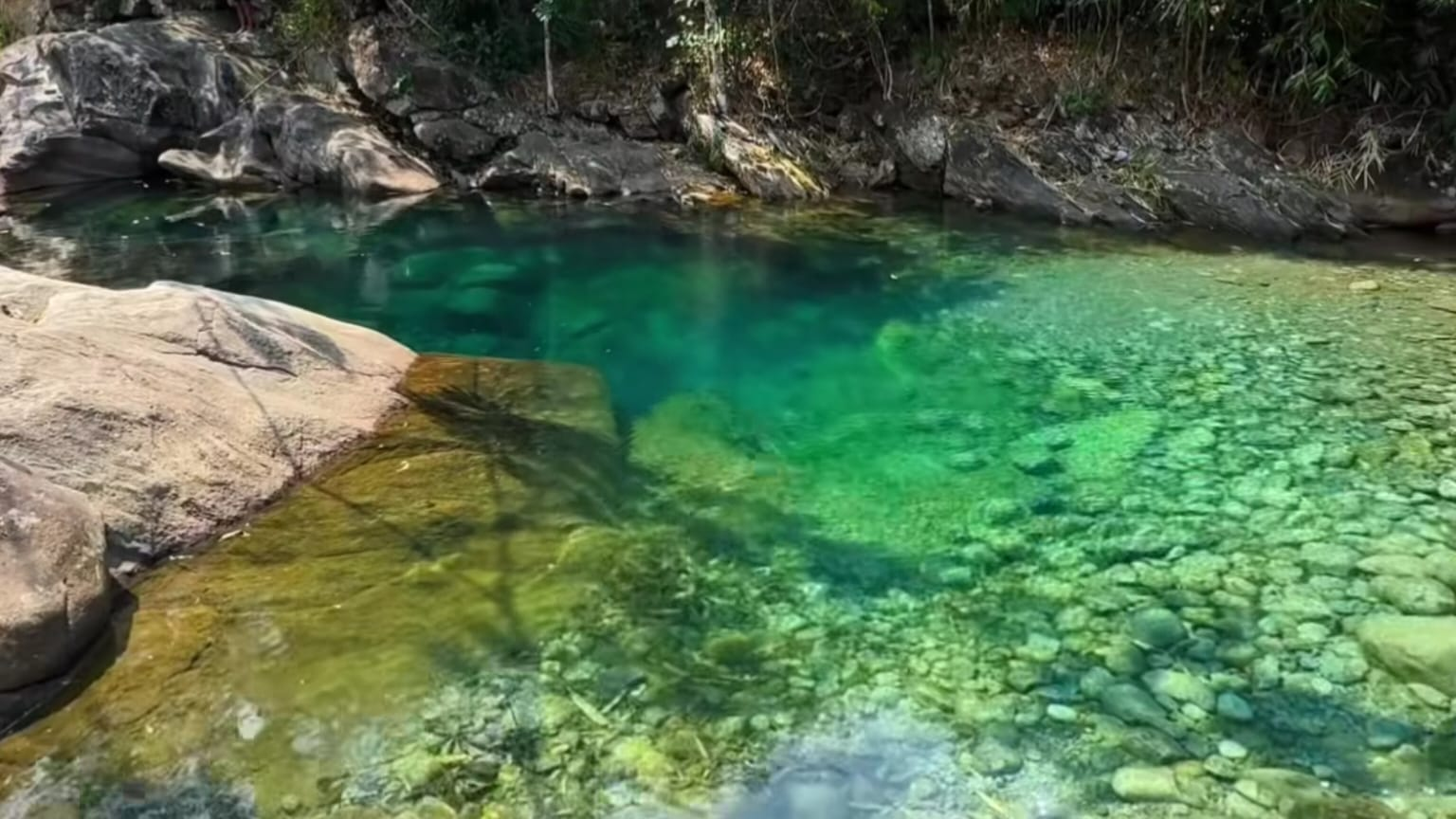
Águas cristalinas da Cachoeira da Pedreira

Nos últimos anos, com o desenvolvimento da indústria e do comércio, surgiram também alguns balneários, pesqueiros, pousadas, bares e lanchonetes que atraem pessoas de outras cidades da região para apreciar as belezas naturais da cidade, sendo as principais a Cachoeira da Pedreira, Poço Azul, Cachoeira do Major, Pedra da Mina e Pico Agudo. 

## Geografia
Localiza-se a uma latitude 22º34'15" sul e a uma longitude 44º54'08" oeste, estando a uma altitude de 508 metros. Possui uma área de 167,067 km². A densidade demográfica é de 39,98 hab/km².
Os municípios limítrofes são Passa Quatro (MG) a norte, Queluz a leste, Silveiras a sudeste e Cruzeiro a oeste.

### Relevo
O norte do município é montanhoso, dominado pela Serra da Mantiqueira. A Pedra da Mina, ponto mais alto do estado de São Paulo e da Serra da Mantiqueira, com 2798 m de altitude, situa-se em parte no município, no ponto de encontro das suas divisas com Queluz e Passa Quatro. 

### Hidrografia
O município é cortado por vários rios, ribeirões e córregos, os principais são: Rio Jacu, Rio do Braço e Rio Paraíba do Sul; este último, apresenta características de corredeiras.

## Demografia
Dados do Censo - 2010
População total: 7.171 
Densidade demográfica (hab./km²): 42,92
Mortalidade infantil até 1 ano (por mil): 14,38
Expectativa de vida (anos): 72,03

Taxa de alfabetização: 89,84%
Índice de Desenvolvimento Humano (IDH-M): 0,729
- IDH-M Renda: 0,648
- IDH-M Longevidade: 0,784
- IDH-M Educação: 0,872

(Fonte: IPEADATA)

## Política e administração
- Prefeito: José Benedito da Silva (2021/2024)
- Vice-prefeito: Marcos Vinícius Franqueira Garcia (2021/2024)
- Presidente da Câmara: Ivaldo Moisés da Silva (2021/2024)

## Economia
Atualmente, tem uma economia baseada na agricultura e pecuária, além de ser conhecida por possuir fontes de água mineral e por suas águas cristalinas, que atraem turistas de todo o país; dessa forma, é reconhecida como Município de Interesse Turístico.

## Infraestrutura

### Energia
Elektro

### Saneamento
Sabesp

### Comunicações
O sistema de telefones automáticos foi inaugurado na cidade em 1974 pela Telecomunicações de São Paulo (TELESP), que também implantou o sistema de discagem direta à distância (DDD) em 1987 com o código de área (0125). Anteriormente a cidade era atendida pela Companhia Telefônica Brasileira (CTB).
Na década de 90 o código DDD da cidade foi alterado para (012), para padronização do sistema telefônico com a telefonia celular que estava sendo implantada em todo o estado.

### Transportes
O município é servido pela Rodovia Presidente Dutra (Federal) acesso Km 22, Rodovia Júlio Fortes (Estadual) e Estrada Vicinal Fiori Biondi. A Empresa de ônibus que presta serviço ao município é a Pássaro Marrom, tanto municipal quanto intermunicipal.

## Religião
O Cristianismo se faz presente na cidade da seguinte forma:

### Igreja Católica
- A igreja faz parte da Diocese de Lorena.[13]

### Igrejas Evangélicas
Entre as igrejas protestantes históricas, pentecostais e neopentecostais, encontram-se na cidade:
- Assembleia de Deus Ministério do Belém.[16][17]
- Congregação Cristã no Brasil.[18]